# Япиньш, Харийс Карлович
Харийс Карлович Япиньш (латыш. Harijs Japiņš; 12 декабря 1930, Рига — 9 января 2021, Рига) — советский и латвийский велогонщик. Чемпион СССР по велоспорту. Заслуженный тренер СССР (1966) и Латвийской ССР (1962). Победитель первого в Балтии многодневного велопробега.

## Биография
Харийс Япиньш родился 12 декабря 1930 года в Риге. В 1951 стал мастером спорта СССР. С 1950 по 1955 год входил в состав сборной СССР по велоспорту. В 1952 и 1953 году становился чемпионом СССР по велоспорту. В 1952 году был в резервном составе команды СССР для участия в Олимпийских играх в Хельсинки.
С 1953 по 1970 год Япиньш был старшим тренером по велоспорту спортивного общества «Динамо», затем до 1985 года — старшим тренером в РШВСМ (Республиканская школа высшего спортивного мастерства). В 1966 году окончил Тренерскую школу Латвийской спортивно-педагогической академии.
В 1962 году стал Заслуженным тренером Латвийской ССР, в 1966 году — Заслуженным тренером СССР.
Харийс Япиньш скончался 9 января 2021 года в возрасте 90 лет.
Учениками Япиньша были трековые велогонщики Дзинтар Лацис и Эмилия Сонк. Сын Иго Япиньш был президентом Латвийской федерации велоспорта (LRF).